# Садковцы (Шаргородский район)
Садковцы (укр. Садківці, пол. Sadkowce) — село на Украине, находится в Шаргородском районе Винницкой области.
Код КОАТУУ — 0525387501. Население по переписи 2001 года составляет 635 человек. Почтовый индекс — 23555. Телефонный код — 04344.
Занимает площадь 23,18 км².

## Религия
В селе действует Свято-Успенский храм Шаргородского благочиния Могилёв-Подольской епархии Украинской православной церкви.

## Адрес местного совета
23555, Винницкая область, Шаргородский р-н, с. Садковцы, ул. Горького, 13